# Franciszek Trąbalski
Franciszek Trąbalski (ur. 10 października 1870 w Czempiniu, zm. 26 lipca 1964 w Zabrzu) – polski działacz socjalistyczny, poseł na Sejm Ustawodawczy, 4 lutego 1947, jako marszałek senior i p.o. prezydenta Krajowej Rady Narodowej był przez kilka godzin głową państwa.

## Życiorys
Urodził się w rodzinie Stanisława i Łucji z domu Dziwak. Ukończył niemieckie gimnazjum w Śremie. Następnie uczęszczał do Wyższej Szkoły Handlowej w Lipsku. W 1893 był założycielem i kierownikiem filii Towarzystwa Socjalistów Polskich w Lipsku. W latach 1893–1912 był działaczem, gdzie od 1906 do 1909 był sekretarzem zarządu Polskiej Partii Socjalistycznej (PPS) Zaboru Pruskiego. W 1901 roku pełnił funkcję naczelnego redaktora Gazety Robotniczej. Więziony przez władze pruskie w 1903 wraz z Franciszkiem Morawskim. W 1905 uczestniczył w walkach rewolucyjnych w Zagłębiu Dąbrowskim, wcześniej pomagając w ich organizacji. Wraz z żoną był uczestnikiem powstań śląskich.
W 1912 wykluczono go z PPS za „dążenie do jej rozbicia”.
Podczas I wojny światowej przebywał w Saksonii, gdzie otworzył zakład produkcji cygar.
W 1920 roku przyjęto go z powrotem do PPS, na Śląsk wrócił w 1922 r. Od 1922 do 1939 był przywódcą Polskiej Partii Socjalistycznej w Niemczech, od 1933 działającej pod nazwą Centralny Związek Zawodowy Polski. W latach 1922–1937 był redaktorem „Głosu Ludu” i „Związkowca”. W 1935 aresztowany na pięć miesięcy. W sierpniu 1939, zagrożony aresztowaniem przez Gestapo, uciekł z Zabrza. W latach wojny w konspiracji. 
W 1942 roku posługując się fałszywymi dokumentami (Kurt Meuller) wyjechał do Lipska, gdzie załatwiał Polakom dokumenty chroniące ich przed zesłaniem do obozów. Na Śląsk wrócił rok później, na polecenie władz PPS, gdzie zorganizował socjalistyczny ruch oporu. Od 1944 pod pseudonimem „Kurt” był przewodniczącym Okręgowego Komitetu Robotniczego PPS-WRN Górnego Śląska. Organizował broń dla podziemia zbrojnego.
W 1945 roku z ramienia PPS organizował struktury partii na terenach wyzwolonych. Wybitny działacz opozycji antykomunistycznej. Aresztowany w czerwcu 1945 roku za przynależność do WRN, z grupą Romana Motyki. Zwolniony ze względu na podeszły wiek. Stawał w obronie ludności autochtonicznej. W 1945 był przewodniczącym Wojewódzkiego Komitetu PPS w Katowicach. W latach 1945–1948 był członkiem Rady Naczelnej PPS. Sprawował także funkcję wiceprezydenta Zabrza. Wydał wówczas pracę Pół wieku socjalizmu polskiego na Śląsku.
W lipcu 1945 zlikwidował w wyniku osobistej interwencji obóz wysiedleńczy w Zabrzu, w którym przetrzymywano Górnoślązaków, w tym powstańców śląskich. Domagał się ukarania winnych tej sytuacji wojewody Aleksandra Zawadzkiego i inżyniera Topolskiego. Od 1947 do 1952 był posłem na Sejm Ustawodawczy (w lutym 1947 był marszałkiem seniorem i przez kilka godzin głową państwa, jako p.o. prezydenta KRN).
Był autorem kolportowanej w formie maszynopisu broszury „Barbarzyński mord w Katyniu” oraz nieopublikowanych Historii Polski w latach 1918–1939 i 1939–1964, demaskujących prawdziwe oblicze systemu komunistycznego, a także biografii Ignacego Daszyńskiego. W 1957 próbował bezskutecznie reaktywować PPS, na drodze konstytucyjnej (w 1948 był przeciwnikiem zjednoczenia partii z PPR w PZPR.
Zmarł w Zabrzu w 1964 r. Został pochowany na cmentarzu parafii św. Józefa w Zabrzu.
W Zabrzu na budynku Politechniki Śląskiej przy ulicy Charlesa de Gaulle'a 66 (tj. kamienicy, w której mieszkał po wojnie) odsłonięto w 2015 roku tablicę upamiętniającą jego żywot. 

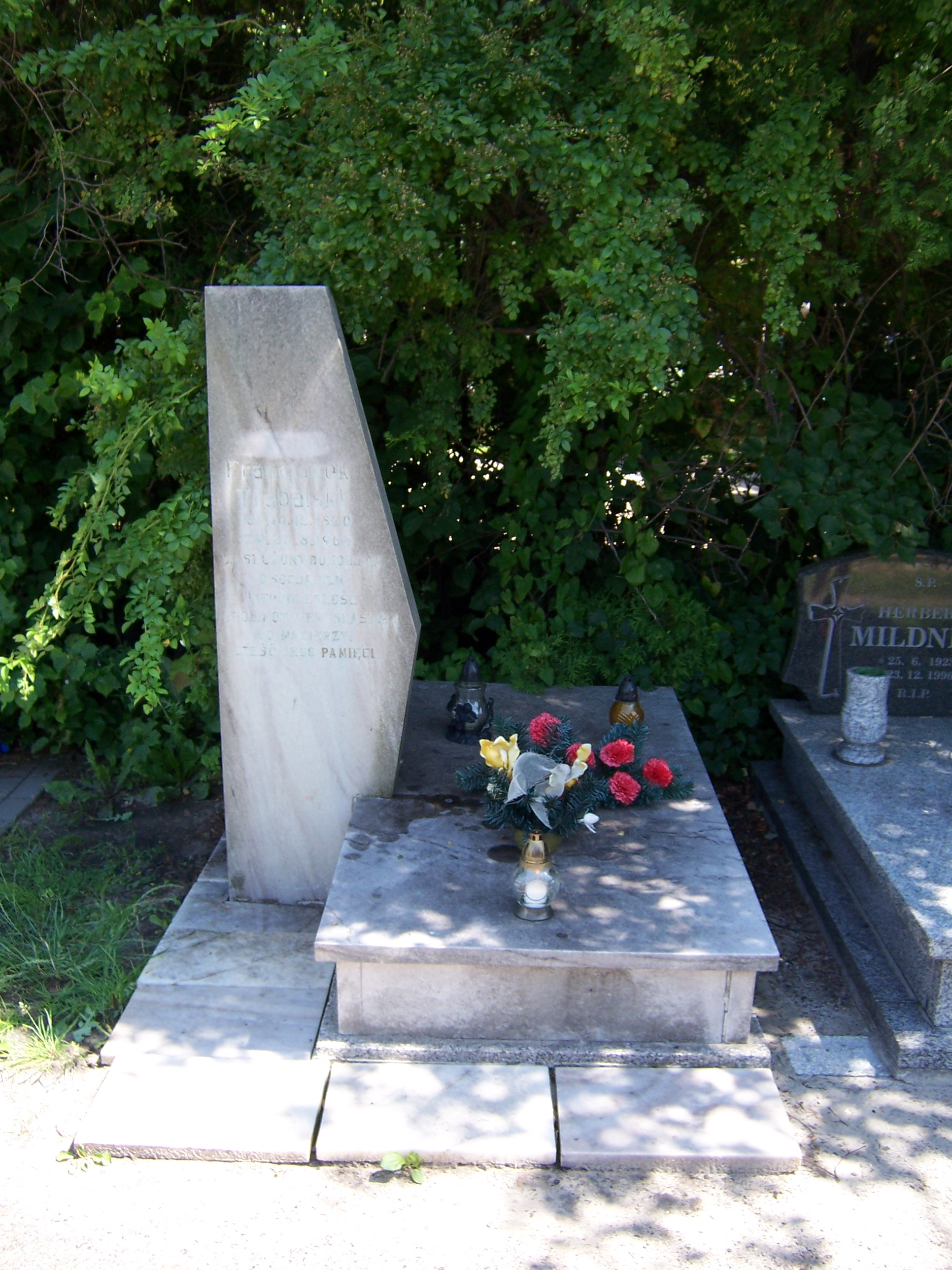
Grób Franciszka Trąbalskiego w Zabrzu

## Życie prywatne
Ojciec Stanisława, antyhitlerowskiego działacza SPD, wielokrotnie więzionego przez Gestapo i działacza SED więzionego przez ponad osiem lat w NRD. Dziadek Karla Trabalskiego, polityka SPD, od 1966 do 1990 członka landtagu w Nadrenii Północnej-Westfalii.

## Publikacje
- Franciszek Trąbalski, Roman Motyka, Pół wieku socjalizmu polskiego na Śląsku, Spółdzielnia Wydawnicza „Wiedza” – Warszawa, 1947 r., Zeszyt Nr 5 serii: WIEDZA TO POTĘGA.

W 1951 praca ta została, wraz z innymi zeszytami serii, wycofana z polskich bibliotek oraz objęta cenzurą.

## Ordery i odznaczenia
- Złoty Krzyż Zasługi (18 stycznia 1946)[5]